# Plagionite

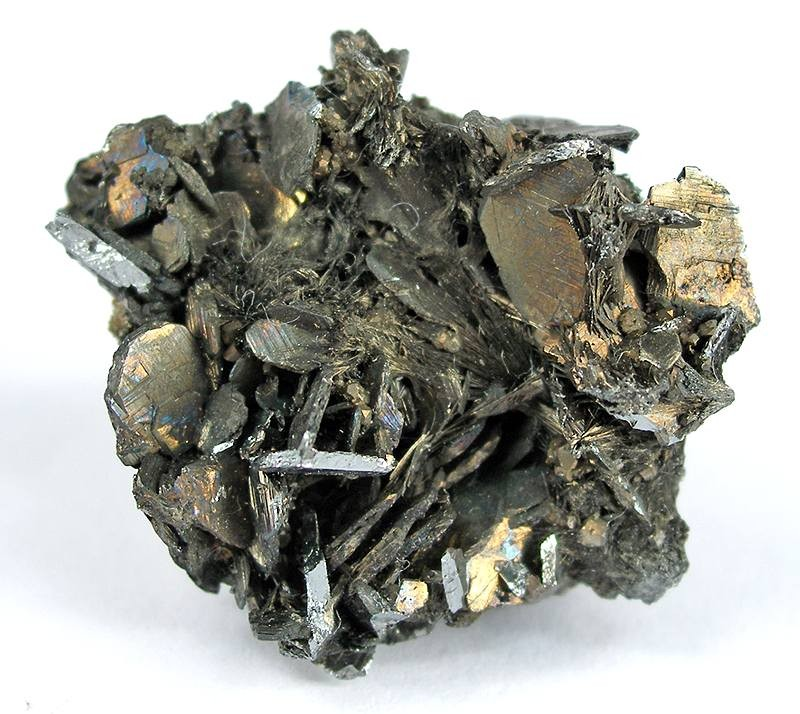
Plagionite

A plagionite é um mineral semelhante à jamesonite, de cor cizenta-escura.
As suas principais cara(c)terísticas são:
- dureza: 2,5
- densidade: 5,5
- fórmula química: Pb5Sb8S17